# Kálium-szulfid
A kálium-szulfid egy szervetlen vegyület. A képlete K2S. Színtelen vegyület. Kockarácsot (szabályos rendszerű rácsot) alkot. Higroszkópos vegyület, víz hatására hidrolizál. Vizes oldatból 5 mól kristályvízzel kristályosodik, a kristályvizes só képlete: K2S · 5 H2O.

## Kémiai tulajdonságai
Víz hatására bomlik, hidrolizál. A hidrolízis reakcióegyenlete:
{\displaystyle \mathrm {K_{2}S+2\ H_{2}O\rightarrow 2\ KOH+H_{2}S} }
A kálium-szulfid reakcióba lép a hidrolízis során keletkező kén-hidrogénnel, így poliszulfidokká alakul és a színe sárga lesz. Ha kalcium-karbonát jelenlétében izzítják, kalcium-szulfid és kálium-karbonát képződik. Poliszulfidok keletkeznek, ha kénnel főzik. A kálium-szulfid olvadék megtámadja az üveget és a kvarcot.

## Előállítása
A kálium-szulfid kálium-szulfátból állítható elő, annak faszénnel való hevítésével:
{\displaystyle \mathrm {K_{2}SO_{4}+4\ C\rightarrow K_{2}S+4\ CO} }

## Felhasználása
Bőrök szőrtelenítésére, illetve a laboratóriumokban vegyszerként alkalmazzák.